# Erik van Denemarken

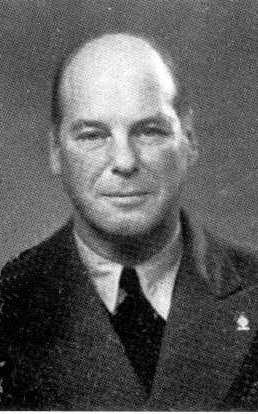
Prins Erik van Denemarken

Erik Frederik Christiaan Alexander van Denemarken, Graaf van Rosenborg (Kopenhagen, 8 november 1890 – aldaar, 10 september 1950) was een Deense prins uit het huis Sleeswijk-Holstein-Sonderburg-Glücksburg.
Hij was de derde zoon van prins Waldemar van Denemarken en diens vrouw Marie van Bourbon-Orléans. 
Hij trouwde 11 februari 1924 met de Canadese Lois Frances Booth. Het huwelijk eindigde in 1937 in een scheiding.
Het paar had twee kinderen:
- Alexandra Dagmar van Denemarken (1927-1992)
- Christiaan Eduard van Denemarken (1932-1997)